# Хоному
Хоному (англ. Honomu) — статистически обособленная местность, расположенная в округе Гавайи (штат Гавайи, США) с населением в 541 человек по статистическим данным переписи 2000 года.

## География
По данным Бюро переписи населения США статистически обособленная местность Хоному имеет общую площадь в 1,29 квадратных километров, водных ресурсов в черте населённого пункта не имеется.

## Демография
По данным переписи населения 2000 года в Хоному проживало 541 человек, 143 семьи, насчитывалось 193 домашних хозяйств и 213 жилых домов. Средняя плотность населения составляла около 416,2 человек на один квадратный километр. Расовый состав Хоному по данным переписи распределился следующим образом: 23,29 % белых, 0,74 % — коренных американцев, 29,94 % — азиатов, 5,18 % — выходцев с тихоокеанских островов, 38,82 % — представителей смешанных рас, 2,03 % — других народностей. Испаноговорящие составили 12,2 % от всех жителей статистически обособленной местности.
Из 193 домашних хозяйств в 26,9 % — воспитывали детей в возрасте до 18 лет, 50,3 % представляли собой совместно проживающие супружеские пары, в 16,6 % семей женщины проживали без мужей, 25,9 % не имели семей. 19,7 % от общего числа семей на момент переписи жили самостоятельно, при этом 9,3 % составили одинокие пожилые люди в возрасте 65 лет и старше. Средний размер домашнего хозяйства составил 2,80 человек, а средний размер семьи — 3,19 человек.
Население статистически обособленной местности по возрастному диапазону по данным переписи 2000 года распределилось следующим образом: 24 % — жители младше 18 лет, 5,9 % — между 18 и 24 годами, 25 % — от 25 до 44 лет, 24,2 % — от 45 до 64 лет и 20,9 % — в возрасте 65 лет и старше. Средний возраст жителей составил 42 года. На каждые 100 женщин в Хоному приходилось 89,8 мужчин, при этом на каждые сто женщин 18 лет и старше приходилось 91,2 мужчин также старше 18 лет.
Средний доход на одно домашнее хозяйство в статистически обособленной местности составил 30 179 долларов США, а средний доход на одну семью — 35 536 долларов. При этом мужчины имели средний доход в 28 438 долларов США в год против 19 167 долларов среднегодового дохода у женщин. Доход на душу населения в статистически обособленной местности составил 15 190 долларов в год. 11,9 % от всего числа семей в округе и 16,6 % от всей численности населения находилось на момент переписи населения за чертой бедности, при этом 27,6 % из них были моложе 18 лет и 0,9 % — в возрасте 65 лет и старше.